# Juan Carrete Parrondo
Juan Carrete Parrondo (Madrid, 1944) est un historien de l'art espagnol, spécialiste de l'estampe — en particulier des gravures de Goya — et de la gestion culturelle.
Il a eu un rôle dans le développement de l'art numérique en Espagne et a dirigé d'importants centres culturels de Madrid : la chalcographie nationale, le centre culturel Conde-Duque, MediaLab-Prado (es) et Intermediae-Matadero.

## Biographie
Juan Carrete Parrondo naît à Madrid en 1944.
Il obtient un doctorat en histoire à l'université Complutense de Madrid puis est professeur d'histoire de l'art à l'Université nationale d'enseignement à distance de 1980 à 2015.
Il devient directeur de la chalcographie nationale de l'Académie royale des beaux-arts San Fernando. En 1999, l'équipe du Gabinete de Estudios crée le programme Estampa-digital I+D (recherche et développement dans l'estampe numérique) pour appliquer la technologie numérique à la gravure et au processus d'estampage.
En juillet 2000, Carrete Parrondo devient directeur du Centro Cultural Conde Duque (d). Disposant d'un budget annuel de 205 millions d'euros et d'une équipe de douze personnes, il souhaite créer un atelier d'art numérique et diversifier les disciplines dont on expose les œuvres. Il cherche aussi à dépasser les aspects de loisir et de divertissement de la culture pour « inviter à la réflexion et à l'esprit critique [...] La création, ce n'est pas que la peinture, la sculpture ou la gravure : elle tend de plus en plus vers une forme d'intégration. ». L'Aula de Arte Digital est ainsi créée dès 2000 et devient un programme stable sous le nom de MediaLabMadrid en 2002, proposant des activités de formation, investigation, production, débats et expositions développant le dialogue entre arts, sciences, technologie et société, qui ont une portée et une reconnaissance internationales. Juan Carrete quitte la direction du centre et reprend celle de ce programme en 2006, qui devient MediaLab-Prado (es) après avoir été déménagé à proximité du musée ; il quitte finalement le programme en 2012, tandis qu'il est transféré au Matadero Madrid, où il est encore actif. Pendant le même temps, Juan Carrete est aussi le directeur d'Intermediae (créée en 2006 au Matadero), une institution publique d'art contemporain, pionnière dans la combinaison de la participation citoyenne et du tissu artistique, sous les auspices du département des arts de la mairie de Madrid,.
Juan Carrete Parrondo a aussi été secrétaire de la revue d'art Goya, de la fondation Lázaro Galdiano à Madrid. Il est membre correspondant de The Hispanic Society of America de New York, académicien correspondant de l'Académie royale des beaux-arts San Fernando et membre du Fine Arts Advisory Committee du Spanish Institute de New York.

## Prix
- Médaille d'or du mérite des beaux-arts, décernée par le ministère de l'Éducation, de la Culture et des Sports espagnol, 2019[8],[9]
- Grand prix Ceán Bermúdez de las Artes[9]
- Prix Juan Andrés d'Essai et investigation en sciences humaines (es) 2020[1]

## Œuvre

### Monographies
- La Enseñanza del grabado calcografico en Madrid : 1752-1978 : La Academia de San Fernando, La Escuela de Bellas artes : materiales para su historia, 1980[b 1]
- La Real calcografía de Madrid : Goya y sus contemporaneos, avec Enrique Lafuente Ferrari, 1984[b 2]
- Catálogo del Gabinete de Estampas del Museo Municipal de Madrid, Estampas españolas, avec Estrella De Diego et Jesusa Vega, 1985[b 3]
- El Grabado en España, avec Fernando Checa Cremades et Valeriano Bozal, 1987-1988[b 4]
- El grabado a buril en la España ilustrada : Manuel Salvador Carmona, cat. exp., 1989[b 5]
- Difusión de la ciencia en la España ilustrada : estampas de la Real Calcografía, 1989[b 6]
- Joaquín José Fabregat : el grabado en el siglo XVIII : Valencia, Madrid, Mexico, avec Elvira Villena, 1990[b 7]
- (en) Spanish art, Spanish prints in the eighties, avec Estrella de Diego et Elvira Villena, 1991[b 8]
- Goya grabador, avec Jesusa Vega, 1992[b 9]
- Goya, los caprichos : dibujos y aguafuertes, 1994[b 10]
- Historia ilustrada del libro español: De los incunables al siglo XVIII, avec Hipólito Escolar Sobrino et al., 1994[b 11]
- Picasso : suite Vollard, avec Pierre Daix, cat. exp., 1994[b 12]
- Goya ¡qué valor! : caprichos, desastres, tauromaquia, disparates, avec Ricardo Centellas Salamero et Guillermo Fatás Cabeza, 1996[b 13]
- Catálogo de la colección de estampas de la Fundación FOCUS, avec Jesusa Vega et Gloria Solache, 1996[b 14]
- Antonio de Sancha (1720-1790) : reinventor de lecturas y hacedor de libros, avec Javier Blas, 1997[b 15]
- Mirar y leer los Caprichos de Goya, avec Ricardo Centella Salamero, cat. exp., 2000[b 16]
- Goya, personajes y rostros, avec Javier Blas et Juan Bordes, 2000[b 17]
- Summa artis : historia general del arte, vol. XXXII, El grabado en España : siglos XIX y XX, avec Valeriano Bozal, 2000[b 18]
- Calcografía Nacional: catálogo general, avec Clemente Barrena et Javier Blas, 2004[b 19]
- Picasso : dos momentos, 1962-1964, dos técnicas, dos series : Retrato de familia y Los fumadores, avec Guillermo Cabrera Infante, cat. exp., 2004[b 20]
- José de Ribera : bajo el signo de Caravaggio (1613-1633), avec Nicola Spinosa et Alessandra Buondonno, 2005[b 21]
- Picasso y los libros, 2005[b 22]
- La colección de estampas del Museo de Cáceres, 2005[b 23]
- Goya, estampas : grabado y litografía, 2007[b 24]
- Diccionario de grabadores y litógrafos que trabajaron en España. Siglos XV a XIX (publication en ligne sous Creative Commons, 2009)[10].
- Goya : San Antonio de la Florida : una visión crítica, 2018[b 25]

### Autres
Juan Carrete Parrondo a aussi publié une réédition des Retratos de los Españoles Ilustres 1791-1819 (publication en ligne sous Creative Commons, 2009) et a compilé de nombreux articles et textes sur l'art sur le site Arte procomún. Documentación y estudios para la Historia del Arte Gráfico (également sous Creative Commons), où il met notamment à disposition son Diccionario artistas gráficos españoles et la Bibliografía actualizada sobre estampas españolas, ainsi que sur une autre plateforme dédiée à Goya et appelée Goya en Internet,.
Il a rédigé plusieurs biographies pour l'Académie royale d'histoire.
Juan Carrete participe à des colloques et conférences, dont Goya, 250 años después: conferencias (Saragosse : Ibercaja, 1996).